# Noël sanglant (1963)
 (février 2024).
La mise en forme du texte ne suit pas les recommandations de Wikipédia : il faut le « wikifier ».
Les points d'amélioration suivants sont les cas les plus fréquents. Le détail des points à revoir est peut-être précisé sur la page de discussion.
- Les titres sont pré-formatés par le logiciel. Ils ne sont ni en capitales, ni en gras.
- Le texte ne doit pas être écrit en capitales (les noms de famille non plus), ni en gras, ni en italique, ni en « petit »…
- Le gras n'est utilisé que pour surligner le titre de l'article dans l'introduction, une seule fois.
- L'italique est rarement utilisé : mots en langue étrangère, titres d'œuvres, noms de bateaux, etc.
- Les citations ne sont pas en italique mais en corps de texte normal. Elles sont entourées par des guillemets français : « et ».
- Les listes à puces sont à éviter, des paragraphes rédigés étant largement préférés. Les tableaux sont à réserver à la présentation de données structurées (résultats, etc.).
- Les appels de note de bas de page (petits chiffres en exposant, introduits par l'outil «  Source ») sont à placer entre la fin de phrase et le point final[comme ça].
- Les liens internes (vers d'autres articles de Wikipédia) sont à choisir avec parcimonie. Créez des liens vers des articles approfondissant le sujet. Les termes génériques sans rapport avec le sujet sont à éviter, ainsi que les répétitions de liens vers un même terme.
- Les liens externes sont à placer uniquement dans une section « Liens externes », à la fin de l'article. Ces liens sont à choisir avec parcimonie suivant les règles définies. Si un lien sert de source à l'article, son insertion dans le texte est à faire par les notes de bas de page.
- La présentation des références doit suivre les conventions bibliographiques. Il est recommandé d'utiliser les modèles {{Ouvrage}}, {{Chapitre}}, {{Article}}, {{Lien web}} et/ou {{Bibliographie}}. Le mode d'édition visuel peut mettre en forme automatiquement les références.
- Insérer une infobox (cadre d'informations à droite) n'est pas obligatoire pour parachever la mise en page.

Pour une aide détaillée, merci de consulter Aide:Wikification.
Si vous pensez que ces points ont été résolus, vous pouvez retirer ce bandeau et améliorer la mise en forme d'un autre article.
Noël sanglant (turc : Kanlı Noel), dans l'historiographie chypriote turque et turque, se réfère à la reprise de la violence intercommunautaire entre les Chypriotes grecs et les Chypriotes turcs pendant la crise chypriote de 1963-64, dans la nuit du 20 au 21 décembre 1963 et la période subséquente de violence dans toute l'île qui s'élève à une guerre civile. Cet épisode initial de violence dure jusqu'au 31 décembre et est quelque peu atténué avec le début des pourparlers de paix lors de la conférence de Londres, mais des éruptions de violence continuent par la suite. La violence précipite la fin de la représentation chypriote turque dans la république de Chypre.
Le bilan des morts pour l'ensemble du conflit entre décembre et août s'élève à 364 Chypriotes turcs et 174 Chypriotes grecs, dont  136 Chypriotes turcs et 30 Chypriotes grecs sont tués dans la période initiale entre le 21 décembre 1963 et le 1er janvier 1964.
Environ 25 000 Chypriotes turcs de 104 villages, représentant un quart de la population chypriote turque, fuient leurs villages et sont déplacés dans enclaves. Des milliers de maisons chypriotes turques laissées derrière sont pillées ou complètement détruites. Environ 1 200 Chypriotes arméniens et 500 Chypriotes grecs sont également déplacés.

## Contexte
La république de Chypre est établie comme un État unitaire bi-communautaire en 1960. Aucune des deux communautés n'est satisfaite de cette situation car les Chypriotes grecs pensent que c'est leur droit d'unir Chypre à Grèce (enosis) tandis que les Chypriotes turcs aspirent à la partition (taksim).
La première crise majeure survient en décembre 1961 lorsque les Turcs refusent de voter pour le budget comme représailles pour l'échec grec à remplir certaines obligations affectant les intérêts turcs dans d'autres domaines.
Après deux années relativement paisibles, en novembre 1963, les tensions montent en flèche lorsque le président et Archbishop Makarios III proposent 13 changements constitutionnels pour sa considération qui sont accueillis avec fureur par les Chypriotes turcs. Certaines des suggestions sont techniques, quelques-unes avaient des avantages pour les Turcs, d'autres affectaient la sécurité turque perçue. Rien à ce stade n'empiétait sur les intérêts plus larges de Turquie sous le Traité de Garantie mais le gouvernement turc voit la tentative de changer les articles de base comme un précédent dangereux et rejette les propositions. L'archevêque a fait son mouvement à un moment où la tension intercommunautaire était élevée. Les deux côtés avaient accumulé des armes depuis l'accord de Zürich qui a mené à l'indépendance de Chypre et un affrontement était attendu tôt ou tard.

## Événements

### 21 décembre: éruption
L'incident qui a déclenché les événements du Noël Sanglant s'est produit aux premières heures du 21 décembre 1963. La police chypriote grecque opérant à l'intérieur des vieux murs vénitiens de Nicosie a demandé à voir les papiers d'identité de certains Chypriotes turcs qui rentraient chez eux en taxi après une soirée. Ces Chypriotes turcs étaient conduits par le chauffeur de taxi Zeki Halil et se trouvaient autour de Hermes Street en route vers Taht-el Kale. Lorsque les policiers ont tenté de fouiller les femmes dans la voiture, Halil a objecté et une discussion a suivi. Bientôt, une foule s'est rassemblée et des coups de feu ont été tirés.
Cemaliye Emirali, l'ex-amante de Zeki Halil, qui rentrait également d'une soirée, a vu l'incident et s'est impliquée. La police a appelé des renforts de Porte de Paphos, et l'un des renforts a tiré et tué Zeki Halil et Cemaliye Emirali., À l'aube, deux Chypriotes turcs avaient été tués et huit autres, à la fois grecs et turcs, avaient été blessés.

### 21 décembre au 23 décembre
Après la fusillade, des foules de Chypriotes turcs se sont rassemblées dans la partie nord de Nicosie, souvent dirigées par l'Organisation de résistance turque (TMT). Le 22 décembre, les funérailles des deux Chypriotes turcs tués se sont déroulées sans incident. Cependant, des tirs ont éclaté dans la soirée du 22 décembre. Des voitures pleines de Chypriotes grecs armés ont parcouru les rues de Nicosie et ont tiré au hasard, et des Chypriotes turcs ont tiré sur des voitures de police en patrouille. Des tireurs d'élite chypriotes turcs ont tiré depuis les minarets et le toit de l'hôtel Saray sur Sarayönü Square. Certains tirs se sont étendus aux banlieues et à Larnaca. L'administration chypriote grecque a coupé les lignes téléphoniques et télégraphiques vers les quartiers chypriotes turcs de la ville de Nicosie et la police a pris le contrôle de l'aéroport international de Nicosie. Des groupes paramilitaires grecs dirigés par Nikos Sampson et Vassos Lyssaridis ont été activés.
Le 23 décembre, un cessez-le-feu est convenu par Makarios III et la direction chypriote turque. Cependant, les combats ont continué et se sont intensifiés à Nicosie et Larnaca. Des mitrailleuses ont été tirées depuis des mosquées dans des zones habitées par des Turcs et plus tard le 23 décembre, des irréguliers chypriotes grecs dirigés par Sampson sont venus assister à la bataille d'Omorphita, ils ont attaqué la banlieue et l'ont finalement prise, les résidents chypriotes turcs du quartier étant plus tard expulsés de leurs maisons,,.

### Événements ultérieurs
Un certain nombre de mosquées chypriotes turques, de sanctuaires et d'autres lieux de culte ont été profanés. Des irréguliers chypriotes grecs ont attaqué des Chypriotes turcs dans les villages mixtes de Mathiatis le 23 décembre et Ayios Vasilios le 24 décembre. La totalité de la population chypriote turque de Mathiatis, 208 personnes, s'est enfuie vers des villages chypriotes turcs voisins.
Sur la base d'interviews ultérieures, le reporter Harry Scott Gibbons a décrit le meurtre de 21 patients chypriotes turcs de l'hôpital général de Nicosie la veille de Noël. Ceci est pris comme un fait dans le récit chypriote turc, mais est contesté dans le récit chypriote grec. Une enquête sur l'incident par une source chypriote grecque a trouvé que trois Chypriotes turcs sont morts, dont un d'une crise cardiaque et les deux autres ont été tués par un « psychopathe solitaire »
Un appel conjoint au calme a été émis le 24 décembre par les gouvernements de Turquie, de Grèce et du Royaume-Uni.
D'autres affrontements ont eu lieu dans le col reliant Nicosie à Kyrenia à travers les Montagnes de Kyrenia. Ce col était sous le contrôle chypriote turc et a été intensément attaqué le 26 décembre depuis le nord, les forces chypriotes grecques étant commandées par un officier grec du continent.[réf. nécessaire] Les forces chypriotes turques, principalement du village d'Agirda, ont réussi à garder le contrôle du col, et un Chypriote turc a été tué.
Alors que Chypre sombrait dans le chaos, la Grèce, la Turquie et la Grande-Bretagne, avec l'approbation de Makarios, ont créé une Force de Trêve Conjointe sous le commandement du général Peter Young, dont l'objectif était de maintenir, ou plutôt de rétablir, la loi, l'ordre et la paix à Chypre. Une conférence tenue à Londres en janvier entre les protagonistes des événements a échoué en raison des positions maximalistes des dirigeants chypriotes grecs et turcs.

#### Fosse commune d'Ayios Vasilios
Les forces chypriotes grecques ont attaqué le village chypriote turc d'Ayios Vasilios le 24 décembre. Une fosse commune y a été exhumée le 12 janvier 1964 en présence de journalistes étrangers, d'officiers de l'armée britannique et de représentants de la Croix-Rouge internationale. Les corps de 21 Chypriotes turcs ont été trouvés dans cette fosse. Un certain nombre de victimes dans la fosse commune montraient des signes de torture, et les observateurs ont noté qu'ils semblaient avoir été abattus les mains et les pieds liés.,
Diverses justifications ont été avancées comme motifs de cette attaque chypriote grecque. La direction chypriote grecque de l'époque était particulièrement méfiante envers les villageois d'Ayios Vasilios et des environs de Skylloura bloquant la route de Nicosie à Myrtou, ce qui aurait représenté un désavantage stratégique si l'armée turque avait envahi à ce moment-là depuis la côte nord. Il pourrait également y avoir eu un élément de vengeance en réponse à des tueries précédentes de Chypriotes grecs dans la région.
Un comité d'enquête dirigé par des enquêteurs britanniques indépendants a ensuite lié l'incident à une disparition ostensible de patients chypriotes turcs à l'Hôpital Général de Nicosie, mais ce n'est que des décennies plus tard qu'il a été déterminé que beaucoup des corps avaient été tués ailleurs, stockés à l'hôpital pendant un moment puis enterrés à Ayios Vasilios. Cependant, plusieurs résidents du village figuraient également parmi ceux tués par les Chypriotes grecs. Les corps exhumés ont été enterrés par les autorités chypriotes turques dans la cour du Mevlevi Tekke à Nicosie. Les corps ont été exhumés dans les années 2010 par le Comité des Personnes Disparues, les huit villageois d'Ayios Vasilios identifiés et enterrés individuellement.

## Héritage
La république de Chypre déclare qu'entre le 21 décembre 1963 et le 10 août 1964, 191 Chypriotes turcs ont été tués et 173 sont portés disparus, présumés tués, tandis que les Chypriotes grecs ont subi 133 morts et 41 disparus, présumés tués. Au total, 364 Chypriotes turcs et 174 Chypriotes grecs ont été tués dans le conflit de 1963-1964. Environ 25 000 Chypriotes turcs de 104 villages différents ont abandonné leurs foyers. Cela comprenait 72 villages mixtes et 24 villages chypriotes turcs qui ont été complètement évacués et 8 villages mixtes qui ont été partiellement évacués. Le déplacement représentait un quart de la population chypriote turque. Environ 1 200 Chypriotes arméniens et 500 Chypriotes grecs ont également été déplacés.
Les événements du Noël Sanglant ont brusquement mis fin à l'arrangement de partage du pouvoir dans le gouvernement de Chypre, laissant la police et le service civil devenir des organisations de facto chypriotes grecques. Cela était principalement dû au fait que les Chypriotes turcs ne se sentaient pas en sécurité pour quitter leurs zones locales et aller travailler dans des lieux à majorité chypriote grecque, en particulier à cause des meurtres par vengeance provoqués par les diffusions anti-chypriotes turques à la radio en langue grecque. Cela a également incité les employeurs chypriotes grecs à licencier leurs employés chypriotes turcs, tandis que certains Chypriotes turcs ont démissionné de leurs postes de leur propre gré.
La plupart des propriétés abandonnées par les Chypriotes turcs ont été pillées, endommagées, brûlées ou détruites par les Chypriotes grecs. Un rapport des Nations unies de 1964 qui utilisait des photographies aériennes a déterminé qu'au moins 977 maisons chypriotes turques avaient été détruites et que 2 000 maisons chypriotes turques avaient subi de graves dommages et pillages. Le rapport du Secrétaire général de l'ONU du 10 septembre 1964 donne le nombre de maisons détruites comme 527 et le nombre de maisons pillées comme 2 000. Cela comprenait 50 maisons totalement détruites et 240 partiellement détruites à Omorfita et dans les banlieues environnantes, et 38 maisons et magasins totalement et 122 partiellement détruits dans la ville de Paphos.

## Historiographie et commémoration
Il est généralement accepté des deux côtés de l'île que l'événement n'est clairement pas une occasion de célébration, moins important par association avec la question de la violence intercommunautaire et ce que cela a entraîné, et plus encore par sa propre chaîne d'événements tragiques. Il est également souvent considéré comme contribuant aux réflexions que l'île de Chypre est toujours divisée plus de 50 ans plus tard, ce qui est un rappel constant pour les deux côtés qu'il n'y a guère eu d'accomplissement communautaire conjoint depuis, et est donc vu par beaucoup comme un moment de réflexion et d'essayer de trouver une solution pour les générations futures.
Les Chypriotes turcs commémorent annuellement et officiellement 1963 comme « Kanlı Noel » (Noël sanglant) le 21 décembre, comme une tragédie collective, pour laquelle les Chypriotes grecs n'ont pas de commémoration officielle. L'anniversaire est commémoré par les Chypriotes turcs comme la « semaine du souvenir » et la 'lutte des martyrs de 1963–1974', et suit la Journée de l'Indépendance de la RTCN, qui est le 15 novembre et est marquée par des manifestations dans le sud,.
Il y a ceux des deux côtés qui voient ces commémorations ou leur absence comme des questions de contention pendant les pourparlers de paix à Chypre. Il est souvent le cas que les quelques gestes publics faits par les officiels chypriotes turcs et grecs qui signalent une possible réunification sont souvent contredits par ces éléments qui ont pour effet de renforcer la mentalité de conflit.

### Vue officielle chypriote grecque
À la suite de la crise, l'historiographie officielle chypriote grecque et grecque a soutenu que la reprise de la violence était le résultat d'une « mutinerie turque » (grec moderne : Τουρκανταρσία, Tourkantarsia) contre le gouvernement légal de la république de Chypre. Les travaux de propagande officiels chypriotes grecs de l'époque mettaient en avant ce qu'ils prétendaient être les actions « barbares » des Chypriotes turcs et les actions « héroïques » des Chypriotes grecs contre eux. Cette approche est exemplifiée lors de la première réunion de la désormais uniquement chypriote grecque Chambre des représentants après le conflit, le 9 mars 1964., Pendant le conflit, l'animosité parmi la population chypriote grecque a également été attisée par des diffusions radio qui dépeignaient le conflit comme une révolte chypriote turque dans l'intention de provoquer une invasion turque de l'île. Cette ligne contraste avec le nom populaire des événements parmi les Chypriotes grecs, « les Troubles » (φασαρίες, fasaries).
Niyazi Kızılyürek souligne le langage « limite raciste » de ces travaux de propagande et déclare qu'un récit fabriqué est devenu la perception commune parmi l'ensemble de l'élite chypriote grecque de l'époque. L'anthropologue Olga Demetriou a décrit le discours officiel chypriote grec concernant les événements du Noël Sanglant comme celui qui « d'une certaine manière, parallèle aux stratégies de déni qui, par exemple et bien que de manière plus grossière, s'appuient sur la bataille de Van en 1915 pour présenter les Arméniens comme agresseurs contre les Turcs et nier le génocide ». Selon Demetriou, cela se reflète encore aujourd'hui dans les manuels d'histoire chypriotes grecs, et a pour effet de présenter les Chypriotes grecs comme les victimes de l'agression chypriote turque, bien que la majorité des victimes étaient chypriotes turques. Selon Yannis Papadakis, les manuels scolaires chypriotes grecs décrivent les années 1960 comme « une période d'agression par les « Turcs » (Turquie et Chypriotes turcs) contre les « Grecs », bien que les Chypriotes turcs aient subi des pertes plus lourdes dans le conflit. Ceci a été utilisé par la République de Chypre pour légitimer les violations des droits de l'homme contre les Chypriotes turcs, la suspension de leurs droits politiques et, jusqu'en 2003, l'exclusion des Chypriotes turcs du cadre des personnes disparues par la république de Chypre.
Demetriou soutient que l'utilisation du terme « mutinerie turque » (Tourkantarsia) pour décrire les événements de 1963–1964 contribue au récit chypriote grec que le problème chypriote a commencé en 1974, sous lequel les peuples chypriotes grecs et arméniens déplacés en 1963–1964 ne sont pas classés comme « réfugiés » mais comme « ceux frappés par les Turcs » ( Τουρκόπληκτοι, Tourkopliktoi).

## Sources
- Bayrak, « Final farewell to martyrs », 22 janvier 2018 (consulté le 22 novembre 2018)
- Andrew Borowiec, Cyprus: A Troubled Island, Greenwood Publishing Group, 2000 (ISBN 9780275965334, lire en ligne)
- Rebecca Bryant, Displacement in Cyprus Consequences of Civil and Military Strife Report 2 Life Stories: Turkish Cypriot Community, Oslo, PRIO Cyprus Centre, 2012 (lire en ligne)
- Cyprus and the Politics of Memory: History, Community and Conflict, I.B.Tauris, 2012 (ISBN 978-1780761077)
- Loucas Charalambous, « Does the President have memory problems? », Cyprus Mail,‎ 12 septembre 2004 (lire en ligne [archive du 5 février 2020], consulté le 11 juillet 2019)
- Nancy Crawshaw, The Cyprus Revolt, London, England, Routledge UK, 1978, Hard cover éd., 365–366 p. (ISBN 9781032163352), « An Account of the Struggle for Union with Greece »
- Olga Demetriou, « EU and the Cyprus Conflict: Perceptions of the border and Europe in the Cyprus conflict », 2006 (consulté le 31 octobre 2018)
- Olga Demetriou, « 'Struck by the Turks': reflections on Armenian refugeehood in Cyprus », Patterns of Prejudice, vol. 48, no 2,‎ 2014, p. 167–181 (DOI 10.1080/0031322X.2014.905369 )
- Cihat Goktepe, British Foreign Policy Towards Turkey, 1959-1965, Routledge, 2013 (ISBN 978-1135294144)
- Maria Hadjipavlou, The Walls between Conflict and Peace, BRILL, 2016 (ISBN 978-9004272859, lire en ligne), p. 207
- Havadis, « Her şey buradan başladı [Everything started here] », Havadis, 21 décembre 2014 (consulté le 28 mars 2017) The paper summarises a book by Tzambazis, who investigated this precise event using police records and eyewitness accounts.
- Elias Hazou, « 1963 is still a historical minefield », Cyprus Mail, 2013 (consulté le 28 mars 2017)
- Frank Hoffmeister, Legal aspects of the Cyprus problem: Annan Plan and EU accession, EMartinus Nijhoff Publishers, 2006 (ISBN 978-90-04-15223-6, lire en ligne)
- Gregoris Ioannou, The normalisation of Cyprus' partition among Greek Cypriots : political economy and political culture in a divided society, Cham, Switzerland, Springer Nature, 2020 (ISBN 9783030508166)
- James Ker-Lindsay, Britain and the Cyprus Crisis 1963-1964, Bibliopolis, avril 2009 (ISBN 978-3-447-05973-2, lire en ligne)
- Ulvi Keser, « Bloody Christmas of 1963 in Cyprus in the Light of American Documents », Journal of Modern Turkish History Studies, vol. XIII, no 26,‎ 2013, p. 249–271 (lire en ligne [archive du 8 novembre 2018], consulté le 31 octobre 2018)
- (tr) Niyazi Kızılyürek, Bir Hınç ve Şiddet Tarihi: Kıbrıs'ta Statü Kavgası ve Etnik Çatışma, Istanbul, Istanbul Bilgi University Press, 2016 (ISBN 978-605-399-404-6)
- Iosif Kovras, Truth Recovery and Transitional Justice: Deferring Human Rights Issues, Routledge, 2014 (ISBN 978-1136186851)
- Benjamin Lieberman, Terrible Fate: Ethnic Cleansing in the Making of Modern Europe, Rowman & Littlefield, 2013 (ISBN 9781442230385, lire en ligne), p. 264
- Pierre Oberling, The road to Bellapais: The Turkish Cypriot exodus to northern Cyprus, 1982 (ISBN 978-0880330008, lire en ligne), p. 120
- Brendan O'Malley et Ian Craig, The Cyprus Conspiracy: America, Espionage and the Turkish Invasion, I.B. Tauris, 1999
- Yiannis Papadakis, Echoes from the Dead Zone: Across the Cyprus Divide, I.B.Tauris, 2005 (ISBN 978-1850434283, lire en ligne), p. 149
- Yiannis Papadakis, « Narrative, Memory and History Education in Divided Cyprus: A Comparison of Schoolbooks on the "History of Cyprus" », History & Memory, vol. 20, no 2,‎ 2008, p. 128 (DOI 10.2979/his.2008.20.2.128, S2CID 159912409, lire en ligne)
- Richard Arthur Patrick, Political geography and the Cyprus conflict, 1963–1971, Dept. of Geography, Faculty of Environmental Studies, University of Waterloo, 1976 (ISBN 9780921083054, lire en ligne)
- Heinz Richter, A Concise History of Modern Cyprus, 1878–2009, Verlag Franz Philipp Rutzen, 2010 (ISBN 978-3-938646-53-3)
- Isabella Risini, The Inter-State Application under the European Convention on Human Rights: Between Collective Enforcement of Human Rights and International Dispute Settlement, BRILL, 2018 (ISBN 9789004357266, lire en ligne), p. 117
- Stella Soulioti, Fettered Independence, Minneapolis, United States, Minnesota Mediterranean and East European Monographs, 1996
- Anneke Smit, The Property Rights of Refugees and Internally Displaced Persons: Beyond Restitution, Routledge, 2012 (ISBN 9781136331435, lire en ligne), p. 51
- Zenon Stavrinides, « Dementia Cypria: On the Social Psychological Environment of the Intercommunal Negotiations », The Cyprus Review, vol. 21, no 1,‎ printemps 2009, p. 175–186 (lire en ligne)
- The Guardian, « Split for infinity? », The Guardian, 1999 (consulté le 28 mars 2017)
- Pavlos N. Tzermias Tzermias, Ιστορία της Κυπριακής Δημοκρατίας (History of the Republic of Cyprus), vol. 2, Libro Publications,‎ 2001
- United Nations, « REPORT BY THE SECRETARY-GENERAL ON THE UNITED NATIONS OPERATION IN CYPRUS », 10 septembre 1964 (consulté le 17 décembre 2018)
- Christalla Yakinthou, Political Settlements in Divided Societies: Consociationalism and Cyprus, Palgrave Macmillan, 15 août 2009 (ISBN 9780230223752)